# Elecciones federales de 1976 en Chihuahua
Las elecciones federales en Chihuahua de 1976 se llevaron a cabo el domingo 4 de julio de 1976, y en ellas se renovaron los siguientes cargos de elección popular:
- Presidente de la República. Jefe de Estado y de Gobierno de México, electo  para un periodo de seis años sin posibilidad de reelección. El candidato ganador en el estado y elegido a nivel nacional fue José López Portillo.
- 2 senadores. Miembros de la cámara alta del Congreso de la Unión elegidos por mayoría relativa para un periodo de seis años.
- 6 diputados federales. Miembros de la cámara baja del Congreso de la Unión elegidos por mayoría simple para un periodo de tres años a partir del 1 de septiembre de 1976 sin posibilidad de reelección para el periodo inmediato.

## Resultados electorales

### Presidente de México
|  | 0.00 % |

|  | 89.19 % |

|  | 0.40 % |

|  | 89.59 % |

|  | 10.41 % |

|  | 48.69 % |

|  | 51.31 % |

### Senadores por Chihuahua

#### Senadores electos
| Candidato            | Partido | Tipo de elección |
| -------------------- | ------- | ---------------- |
| Óscar Ornelas Kuchle |         | Primera fórmula  |
| Mario Carballo Pazos |         | Segunda fórmula  |

#### Resultados
|  | 0.00 % |

|  | 80.51 % |

|  | 6.92 % |

|  | 0.00 % |

|  | 0.12 % |

|  | 87.55 % |

|  | 12.45 % |

|  | 47.36 % |

|  | 52.64 % |

### Diputados federales por Chihuahua

#### Diputados electos
| Candidato                   | Partido | Distrito   | Tipo de elección |
| --------------------------- | ------- | ---------- | ---------------- |
| Alberto Ramírez Gutiérrez   |         | Distrito 1 | Mayoría relativa |
| Oswaldo Rodríguez González  |         | Distrito 2 | Mayoría relativa |
| José Reyes Estrada Aguirre  |         | Distrito 3 | Mayoría relativa |
| Juan Ernesto Madera Prieto  |         | Distrito 4 | Mayoría relativa |
| Artemio Iglesias            |         | Distrito 5 | Mayoría relativa |
| José Refugio Mar de la Rosa |         | Distrito 6 | Mayoría relativa |

#### Resultados
|  | 7.97 % |

|  | 72.22 % |

|  | 4.03 % |

|  | 2.76 % |

|  | 13.01 % |

|  | 100.00 % |

##### Distrito 1: Chihuahua
|  | 0.00 % |

|  | 80.17 % |

|  | 9.01 % |

|  | 1.29 % |

|  | 0.30 % |

|  | 90.77 % |

|  | 9.23 % |

|  | 31.12 % |

|  | 68.88 % |

##### Distrito 2: Hidalgo del Parral
|  | 0.00 % |

|  | 77.52 % |

|  | 2.90 % |

|  | 2.59 % |

|  | 0.00 % |

|  | 83.01 % |

|  | 16.99 % |

|  | 78.59 % |

|  | 21.41 % |

##### Distrito 3: Ciudad Juárez
|  | 17.17 % |

|  | 62.55 % |

|  | 4.09 % |

|  | 0.93 % |

|  | 0.23 % |

|  | 84.97 % |

|  | 15.03 % |

|  | 52.29 % |

|  | 47.71 % |

##### Distrito 4: Ciudad Juárez
|  | 14.27 % |

|  | 67.66 % |

|  | 3.04 % |

|  | 1.37 % |

|  | 0.00 % |

|  | 86.34 % |

|  | 13.66 % |

|  | 52.65 % |

|  | 47.35 % |

##### Distrito 5: Guerrero
|  | 0.00 % |

|  | 78.29 % |

|  | 2.26 % |

|  | 13.95 % |

|  | 0.07 % |

|  | 89.49 % |

|  | 5.43 % |

|  | 35.91 % |

|  | 64.09 % |

##### Distrito 6: Camargo
|  | 9.44 % |

|  | 75.79 % |

|  | 3.30 % |

|  | 0.67 % |

|  | 0.28 % |

|  | 89.49 % |

|  | 10.51 % |

|  | 37.36 % |

|  | 62.64 % |